# Oria (Itália)
Oria é uma comuna italiana da região da Puglia, província de Brindisi, com cerca de 15.266 habitantes. Estende-se por uma área de 83 km², tendo uma densidade populacional de 184 hab/km². Faz fronteira com Erchie, Francavilla Fontana, Latiano, Manduria (TA), Mesagne, Torre Santa Susanna.

## Demografia
| Variação demográfica do município entre 1861 e 2011                               |
|                                                                                   |
| Fonte: Istituto Nazionale di Statistica (ISTAT) - Elaboração gráfica da Wikipedia |